# Нов чифлик (Кумановско)
Нов чифлик (на македонска литературна норма: Нов Чифлик) е бивше село в Северна Македония, в община Куманово.

## География
Селото е било разположено в котловината Блатия на десния бряг на река Пчиня, на няколко километра северно от Горно Коняре.

## История
В края на XIX век Нов чифлик е българско село в Османската империя. По данни на секретаря на Българската екзархия Димитър Мишев („La Macédoine et sa Population Chrétienne“) в 1905 година Нов чифлик (Nov-Tchiflik) е село в Кумановска каза с 48 българи екзархисти, 30 власи и 12 цигани.
След Междусъюзническата война в 1913 година селото попада в Сърбия.
На етническата си карта от 1927 година Леонард Шулце Йена показва Ново село (Novoselo) като село с неясен етнически състав.